# 阿姆莱
阿姆莱（Amlai），是印度中央邦Shahdol县的一个城镇。总人口30292（2001年）。

## 人口
该地2001年总人口30292人，其中男性15955人，女性14337人；0—6岁人口4563人，其中男2279人，女2284人；识字率64.74%，其中男性为74.42%，女性为53.97%。